# Orobica
Orobica — вид породи молочих кіз, яка зустрічається в Бергамських Альпах у північній Італія (провінції Сондріо, Комо та Бергамо).

## Опис
Середнього розміру (самці близько 80 кг, самки близько 65 кг) обидві статі носять дуже довгі роги і стоячі вуха. Вовна блискуча, складається з тонких довгих волосків різних кольорів від рівномірного попелясто-сірого до фіолетово-бежевого.